# Moisés I de Manzicerta
Moisés I (em armênio: Մովսես Ա; romaniz.: Movses A) foi um católico de todos os armênios da Igreja Armênia de 456 a 461. Moisés provavelmente pertenceu a segunda família eclesiástica armênia (a primeira foi a de Gregório, o Iluminador), descendente de Albiano de Manzicerta. Foi nomeado católico de todos os armênios em 456 e permaneceu no posto até 461 quando Guiute de Araez o substituiu.